# Dialonectria
Dialonectria ist eine Gattung aus der Familie der Pustelpilzverwandten (Nectriaceae). Ihre Anamorphengattung ist Fusarium. Die Typusart ist der Aufsitzende Pustelpilz (Dialonectria episphaeria).

## Merkmale

### Teleomorphen
Die Perithecien sind orangerot bis karminrot gefärbt, birnenförmig und besitzen an der Oberseite eine kurze, zugespitzte oder abgerundete Papille. Sie sind normalerweise unter 200 µm hoch und ihre Wand ist glatt. Bei trockener Witterung fallen sie von oben oder seitlich ein.
Ein Stroma ist unauffällig oder fehlend.
In KOH färben sich die Perithecien dunkelrot.
Die Asci sind zylindrisch bis schmal keulenförmig. Sie besitzen einen apikalen Ring und acht uniseriate Ascosporen. Diese sind hyalin oder blass braun gefärbt und einfach septiert. Ihre Oberfläche ist glatt oder bei Reife warzig.

### Anamorphen
Die hyalinen Konidiophore bestehen anfangs aus seitlichen Phialiden an somatischen Hyphen. Die Phialiden sind pfriemförmig bis leicht keulenförmig und besitzen ein konidiogenes Ende. Die Mikrokonidien sind häufig, elliptisch bis keulig, hyalin und unseptiert. Die Makrokonidien sind nicht immer vorhanden, subzylindrisch, mäßig gebogen und an den Enden etwas verjüngt. Sie sind hyalin, drei- bis fünffach septiert und meist dünnwandig. Die apikale Zelle ist oft leicht gekrümmt und besitzt ein mehr oder weniger zugespitztes Ende. Die basale Zelle ist nicht oder kaum pedicellat. Chlamydosporen sind nicht bekannt.
Die Kolonien wachsen auf PDA langsam. In 14 Tagen erreichen sie bei Zimmertemperatur einen Durchmesser von 25 bis 50 mm. Die Oberfläche ist glatt und weiß bis orange getönt. Luftmycel wird spärlich gebildet.

## Ökologie
Die Pilze wachsen meist auf anderen Schlauchpilzen (Ascomycota) auf Laubholz. Die Perithecien erscheinen zerstreut und einzeln oder in kleinen Gruppen.

## Systematik
Die Gattung Dialonectria enthält weltweit folgende Arten.
| Deutscher Name          | Wissenschaftlicher Name                                                 | Autorenzitat                                                                  | Nebenfruchtform                   |
| ----------------------- | ----------------------------------------------------------------------- | ----------------------------------------------------------------------------- | --------------------------------- |
| Aufsitzender Pustelpilz | Dialonectria episphaeria ≡ Nectria episphaeria ≡ Cosmospora episphaeria | (Tode 1791) Cooke 1884 (Tode 1791) Fr 1849 (Tode 1791) Rossman & Samuels 1999 | Fusarium episphaeria              |
|                         | Dialonectria ullevolea                                                  | Seifert & Gräfenhan 2011                                                      | Fusarium aquaeductuum var. medium |

## Taxonomie
Dialonectria bestand zunächst als Untergattung der Pustelpilze (Nectria). Später wurden die Arten zur Gattung Cosmospora gestellt. Dialonectria als eigene Gattung wird inzwischen sehr eng abgegrenzt, so dass sie nur die Arten um D. episphaeria enthält. Die meisten der rund 45 anderen Arten, die Dialonectria zugeschrieben wurden, sind inzwischen in andere Gattungen kombiniert oder synonymisiert worden.